# Dumnagual Hen
Dyfnwal Hen ou Dumnagual Hen (c'est-à-dire: Dyfnwal le Vieux) est un souverain du VIe siècle d'Alt Clut, le moderne château de Dumbarton, un royaume brittonique connu ensuite comme le royaume de Strathclyde.

## Biographie
Sa biographie est imprécise, mais il est considéré comme une figure ancestrale pour plusieurs lignées royales du Hen Ogledd ou Vieux nord de la Grande-Bretagne. Comme ancêtre fondateur il est comparable à Coel Hen, un autre obscur souverain réputé être l'ancêtre de nombreuses dynasties du nord.
Selon les Harleian genealogies, Dyfnwal qui règne vers 495-525 est le fils de Cinuit, fils de Ceretic Guletic, probablement ses prédécesseurs comme roi d'Alt Clut,
Les Harleian genealogies nomment trois de ses fils, chacun d'eux étant à l'origine d'une lignée royale:
- Clinoch, le successeur de Dyfnwal comme roi d'Alt Clut;
- Guipno (Gwyddno), qui serait le père  d'un roi postérieur Neithon;
- Cynfelyn, un roi de Gododdin ou Édimbourg[2].

The Bonedd Gwŷr y Gogledd, une généalogie postérieure de rois du nord, donne d'autres versions de l'arbre généalogique de Dyfnwal. Là il est le fils de Idnyued et le petit-fils de  Maxen Wledig, mieux connu comme l'usurpateur romain Magnus Maximus.
Le Bonedd suit ensuite l'Harleian en faisant de Dyfnwal l'arrière-grand-père de Rhydderch Hael, un roi postérieur d'Alt Clut, mais ses autres descendants sont modifiés de façon significative. Un Gwyddno est inclus dans la liste mais comme arrière-petit-fils de Dyfnwal au lieu d'être son fils, et il spécifiquement identifié avec le Gwyddno Garanhir de la légende  de Taliesin. Une autre importante confusion fait de Dyfnwal l'ancêtre de la famille de Áedán mac Gabráin, un roi du VIe siècle qui règne sur le royaume  Gaélique de Dál Riata.

## Sources
- (en) Cet article est partiellement ou en totalité issu de l’article de Wikipédia en anglais intitulé « Dyfnwal Hen » (voir la liste des auteurs), édition du 6 avril 2013.
- (en) Rachel Bromwich, Trioedd Ynys Prydein : The Triads of the Island of Britain, University of Wales Press, 2006, 559 p. (ISBN 0-7083-1386-8)
- (en) Mike Ashley  British Kings & Queens Robinson London  1998  (ISBN 1841190969)  « Dumnagual or Dyfnwal Hen (the Old) » p. 187 et Généalogie no 7 p. 185.
- (en) Alan MacQuarrie, The Kings of Strathclyde 400-1018 dans Medieval Scotland: Crown Lordship and Community, Essay. Ouvrage collectif présenté par G.W.S Barrow p. 1-19 & Table généalogique p. 6 Edinburgh University Press (1998)  (ISBN 0-7486-1110-X).
- (en) Alfred P. Smyth, Warlords and Holy Men, Scotland AD 80~1000 Edinburgh University Press (1984)  (ISBN 0-7486-0100-7). Table 2 p. 64.
- (en) Tim Clarkson, The Men of the North. The Britons of southern Scotland, Edinburgh, John Donald, 2010, 230 p. (ISBN 9781906566180), p. 41,118.
- (en) Peter Bartrum, A Welsh classical dictionary: people in history and legend up to about A.D. 1000, Aberystwyth, National Library of Wales, 1993 (ISBN 9780907158738), p. 243 DYFNWAL HEN ap CYNWYD (465).